# Le Grand Hasard Military Cemetery
Le Grand Hasard Military Cemetery is een Britse militaire begraafplaats met gesneuvelden uit beide wereldoorlogen, gelegen in de Franse gemeente Moerbeke in het Noorderdepartement. De begraafplaats ligt een paar honderd meter ten oosten van het gehucht Le Grand Hasard, dat zich zo'n anderhalve kilometer ten noordoosten van Moerbeke op de weg naar Hazebroek bevindt. De begraafplaats werd ontworpen door Herbert Baker en wordt onderhouden door de Commonwealth War Graves Commission. Het terrein bestaat uit twee rechthoekige percelen die door een klein niveauverschil aan elkaar sluiten en door een haag worden afgebakend. De toegang bestaat uit een vierkantig bakstenen poortgebouw met plat dak en een boogvormige doorgang. Centraal voor de ingang staat het Cross of Sacrifice. 
Er worden 448 doden herdacht, waarvan 58 niet geïdentificeerde. Er liggen 310 gesneuvelden uit de Eerste Wereldoorlog en 138 uit de Tweede Wereldoorlog.

## Geschiedenis

### Eerste Wereldoorlog
Tijdens de Eerste Wereldoorlog lag deze plaats in geallieerd gebied, maar tijdens het Duitse lenteoffensief van 1918 kwam het front dichterbij te liggen. De begraafplaats werd eind juni 1918 gestart door de 31st Division en bleef tot augustus in gebruik. Ook manschappen van de 40th Division maakten er gebruik van. Na de oorlog werd de begraafplaats uitgebreid met graven die werden verzameld uit de omliggende slagvelden en rond Hazebroek. Er liggen nu 273 Britten, 33 Australiërs en 4 Duitsers (waaronder 1 niet geïdentificeerde) uit deze oorlog begraven.

### Tweede Wereldoorlog
Ook in de Tweede Wereldoorlog werden hier slachtoffers bijgezet. Zij sneuvelden in mei en juni 1940 tijdens de Britse terugtrekking naar Duinkerke.
Er liggen 138 Britten (waaronder 58 niet geïdentificeerde) uit deze oorlog begraven. Voor 5 Britten werden Special Memorials opgericht omdat men hun graven niet meer kon lokaliseren.

## Graven

### Onderscheiden militairen
- Colin Balfour, majoor bij het East Yorkshire Regiment; D. Oake, kapitein bij het General Service Corps en Walter Collings, luitenant bij het Monmouthshire Regiment werden onderscheiden met het Military Cross (MC).
- Moses Heaslip, sergeant bij het Military Police Corps werd onderscheiden met de Meritorious Service Medal (MSM).
- er zijn nog 14 militairen die de Military Medal (MM) ontvingen.

### Minderjarige militair
- Herbert Thomas Starkey, kanonnier bij het 32nd Field Regt Royal Artillery was slechts 16 jaar toen hij sneuvelde op 27 mei 1940.

### Alias
- soldaat Alfred Howman diende onder het alias A. Willis bij het East Lancashire Regiment.

### Gefusilleerde militair
- Charles William Knight, soldaat bij het 10th Bn. Royal Welsh Fusiliers, werd wegens moord gefusilleerd op 15 november 1915. Hij was 28 jaar.[2]